# 崔堯森
崔 堯森（チェ・ヨサム、朝: 최요삼、1973年10月16日 - 2008年1月3日）は、大韓民国のプロボクサー。全羅北道井邑市出身。元WBC世界ライトフライ級王者。本名・前リングネームは崔 堯三で、名前の堯森と堯三は、朝鮮語では、同音の『ヨサム、요삼』である。

## 来歴
1993年7月3日、プロデビュー。
1995年9月23日、韓国ライトフライ級王座獲得。しかし、11月24日の初防衛戦で陥落。これがプロ初敗北となった。
1996年12月3日、大阪府で行われた東洋太平洋ボクシング連盟 (OPBF)東洋太平洋ジュニアフライ級王座決定戦に出場。安藤謙三に12回判定勝ちし王座獲得。3度防衛後、1999年9月に王座返上。
1999年10月17日、母国で世界初挑戦。世界ボクシング評議会 (WBC)世界ライトフライ級王座10度防衛中のサマン・ソーチャトロン（タイ王国）に挑み、12回判定勝ち。王座獲得に成功。サマンとは2001年1月30日の2度目の防衛戦でも対戦し、7回KOで返り討ち。その後、3度目の防衛にも成功。
2002年7月6日、4度目の防衛戦。暫定王者ホルヘ・アルセ（メキシコ）と統一戦を行い、6回TKO負け。王座から陥落した。試合後、一度は引退を表明したが、程なくして撤回。
2003年11月15日、世界再挑戦。ベビス・メンドサ（コロンビア）とのWBA世界ライトフライ級暫定王座決定戦に臨むも12回判定負け。
2004年9月9日、1階級上げての世界挑戦。WBA世界フライ級王者ロレンソ・パーラ（ベネズエラ）に挑むも、12回判定負け。
2007年9月16日、WBOインターコンチネンタルフライ級王座決定戦に出場。テルドキャット・ジャンデーン（タイ）を12回判定に降し、王座獲得。
2007年12月25日、ヘリ・アモル（インドネシア）を挑戦者に迎えての初防衛戦。終始優位に試合を進めるも、最終・12回終了直前に強烈な右を顎に受け、ダウン。立ち上がったところで試合終了のゴング。直後、リング上で倒れ意識不明となった。結果は3-0の判定勝ちで防衛成功となったが、意識不明のまま会場近くの病院に搬送。試合から8日後の2008年1月2日、脳出血による脳死と診断された。その後、家族の要望で生命維持装置が外され、1月3日午前0時に正式に死亡。34歳没。崔の臓器は、移植を希望する患者6人に提供された。この事故をめぐっては応急措置が適切でなかったとして、2010年6月には病院側に1,500万ウォンの賠償金支払を命じる判決が下された。

## 獲得タイトル

### 地域タイトル
- 韓国ライトフライ級王座
- 第20代OPBF東洋太平洋ライトフライ級王座（防衛3=返上）
- WBOインターコンチネンタルフライ級王座（防衛1=返上）

### 世界タイトル
- WBC世界ライトフライ級王座（防衛3）